# オスカル・デ・マルコス
オスカル・デ・マルコス・アラナ（Óscar de Marcos Arana、1989年4月14日 - ）は、スペイン・アラバ県出身の元サッカー選手。現役時代のポジションはミッドフィールダー。ゴールキーパーとセンターバック以外の全てのポジションをこなせるユーティリティプレーヤーとしても知られている。

## クラブ経歴
デポルティーボ・アラベスのユースチームでキャリアをスタートさせ、2008年12月21日、セグンダ・ディビシオン（2部）のCDテネリフェ戦でトップチームデビューを果たした。2008-09シーズンは20試合に出場したが、シーズン終了後にセグンダ・ディビシオンB（3部）降格となったため、2009年7月、プリメーラ・ディビシオン（1部）のアスレティック・ビルバオと4年契約を結んだ。移籍金は約35万ユーロ。8月6日、UEFAヨーロッパリーグのBSCヤングボーイズ戦(2-1)で先発出場してデビューし、2試合合計2-2（アウェーゴール差による勝利）で勝ち上がりを決めた。8月16日、スーペルコパ・デ・エスパーニャ1stレグのFCバルセロナ戦では先制点を決めたが、この試合は結局1-2で敗れた。2009年秋にはFIFA U-20ワールドカップに出場し、3連勝したグループリーグでは全3試合に出場（うち途中出場2試合）したが、決勝トーナメント1回戦のイタリア戦には出場できず、敗退となった。2009-10シーズンはビルバオ・アスレティック（Bチーム）に登録されていたが、トップチームで公式戦29試合に出場して3得点した。2010年5月には低迷していたビルバオ・アスレティックの試合に駆り出され、セグンダ・ディビシオンB（3部）残留に貢献した。2010-11シーズンはトップチームでの出場機会が減少したが、ホアキン・カパロス監督によってサイドバックとしても起用され、公式戦15試合に出場した。
2011年夏にマルセロ・ビエルサ監督が就任すると、本来のポジションの他にセンターハーフでも起用された。2011年12月17日のレアル・サラゴサ戦(2-1)では、後半15分頃に陰のうを負傷して目に涙をため、25針を縫う怪我を負った。2012年1月4日、アスレティック・ビルバオとの契約を2016年まで延長し、違約金は3200万ユーロに設定された。
2018-19シーズンの第7節FCバルセロナ戦では前半41分に先制ゴールを決めバルセロナを追い詰めたが、後半39分に同点ゴールを決められ引き分けに終わった。
2019年12月14日、クラブとの契約を2021年まで延長した。
2025年2月22日、シーズン終了後に現役を引退することを表明した。

## 代表経歴
2015年11月、デ・マルコスとナチョは、スペイン代表のメンバーに招集され、負傷したセルヒオ・ラモスとフアンフランの代役として、イングランド代表とベルギー代表のフレンドリーマッチに向けて招集されました。デ・マルコスはいずれの試合にも出場せず、後者のブリュッセルでの試合はテロ関連のロックダウンにより中止されました。 デ・マルコスはまた、非公式のバスク代表にも出場しました。

## タイトル
アスレティック・ビルバオ
- スーペルコパ・デ・エスパーニャ 2015